# Hiroya Saitō
Hiroya Saitō (Yoichi, 1º settembre 1970) è un ex saltatore con gli sci giapponese.

## Biografia
In Coppa del Mondo esordì il 14 dicembre 1991 a Sapporo (44°), ottenne il primo podio il 25 marzo 1994 a Thunder Bay (3°) e la prima vittoria il 17 dicembre 1995 a Chamonix.
In carriera prese parte a un'edizione dei Giochi olimpici invernali, Nagano 1998 (9° nel trampolino normale, 47° nel trampolino lungo, 1° nella gara a squadre), a tre dei Campionati mondiali, vincendo tre medaglie, e a due dei Mondiali di volo (32° a Planica 1994 il miglior risultato).

## Palmarès

### Olimpiadi
- 1 medaglia:
  - 1 oro (gara a squadre a Nagano 1998)

### Mondiali
- 3 medaglie:
  - 2 argenti (trampolino normale a Thunder Bay 1995; gara a squadre a Trondheim 1997)
  - 1 bronzo (gara a squadre a Thunder Bay 1995)

### Coppa del Mondo
- Miglior piazzamento in classifica generale: 5º nel 1997 e nel 1998
- 20 podi (16 individuali, 4 a squadre):
  - 3 vittorie (2 individuali, 1 a squadre)
  - 6 secondi posti (4 individuali, 2 a squadre)
  - 11 terzi posti (10 individuali, 1 a squadre)

#### Coppa del Mondo - vittorie
| Data             | Località  | Nazione   | Trampolino                                                                 |
| ---------------- | --------- | --------- | -------------------------------------------------------------------------- |
| 17 dicembre 1995 | Chamonix  | Francia   | Le Mont K95                                                                |
| 2 marzo 1996     | Lahti     | Finlandia | Salpausselkä K114 (con Takanobu Okabe, Jin'ya Nishikata e Masahiko Harada) |
| 2 febbraio 1997  | Willingen | Germania  | Mühlenkopf K120                                                            |

#### Torneo dei quattro trampolini
- 3 podi di tappa[1]:
  - 1 secondo posto
  - 2 terzi posti

#### Nordic Tournament
- 3 podi di tappa[1]:
  - 1 secondo posto
  - 2 terzi posti